# Campionato italiano di calcio da tavolo 1985
L'undicesimo campionato italiano di Subbuteo agonistico (calcio da tavolo) venne organizzano dalla F.I.C.M.S. ad Arenzano nel 1985. La gara fu suddivisa nella categoria "Seniores" e nella categoria "Juniores". Quest'ultima è riservata ai giocatori "Under16".

## Medagliere
| Pos. | Regione        |   |   |   | Totale |
| ---- | -------------- | - | - | - | ------ |
| 1    | Liguria        | 1 | 0 | 1 | 2      |
| 2    | Sicilia        | 1 | 0 | 0 | 1      |
| 3    | Emilia-Romagna | 0 | 1 | 0 | 1      |
| 4    | Puglia         | 0 | 1 | 0 | 1      |
| 5    | Piemonte       | 0 | 0 | 1 | 1      |

## Risultati

### Categoria Seniores

#### Girone A
- Davide Massino - Marano 6-0
- Stefano De Francesco - Giorgio Manfioletti 5-2
- Davide Massino - Stefano De Francesco 0-0
- Marano - Giorgio Manfioletti 2-1
- Davide Massino - Giorgio Manfioletti 7-0
- Marano - Stefano De Francesco 1-1

#### Girone B
- Edoardo Bellotto - Antonacci 1-0
- F. Pon - Marco Santachiara 0-1
- Edoardo Bellotto - F. Pon 6-2
- Edoardo Bellotto - Marco Santachiara 2-1
- Antonacci - Marco Santachiara 1-3
- Antonacci - F. Pon 7-1

#### Girone C
- Marco Baj - Adriano Potecchi 0-0
- Pasquale Torano - Salvatore Intravaia 1-6
- Marco Baj - Pasquale Torano 5-1
- Marco Baj - Salvatore Intravaia 4-3
- Adriano Potecchi - Salvatore Intravaia 2-1
- Adriano Potecchi - Pasquale Torano 1-0

#### Girone D
- Giuseppe Ogno - Guido Corso 2-1
- Gianluca Carpanese - Villanova 3-2
- Giuseppe Ogno - Gianluca Carpanese 6-2
- Guido Corso - Renzo Frignani 2-4
- Giuseppe Ogno - Villanova 3-0
- Gianluca Carpanese - Renzo Frignani 1-5
- Giuseppe Ogno - Renzo Frignani 1-1
- Guido Corso - Villanova 5-2
- Guido Corso - Gianluca Carpanese 3-0
- Villanova - Renzo Frignani 0-6

#### Quarti di finale
- Davide Massino - Marco Santachiara 2-1
- Marco Baj - Giuseppe Ogno 3-0
- Stefano De Francesco - Edoardo Bellotto 2-0
- Adriano Potecchi - Renzo Frignani 0-2

#### Semifinali
- Davide Massino - Marco Baj 2-1
- Stefano De Francesco - Renzo Frignani 0-2

#### Finali
Finale 7º/8º posto
Giuseppe Ogno - Adriano Potecchi 2-0
Finale 5º/6º posto 
Marco Santachiara - Edoardo Bellotto 1-4
Finale 3º/4º posto
Marco Baj - Stefano De Francesco 3-2
Finale 1º/2º posto
Davide Massino - Renzo Frignani 2-1

### Categoria Juniores

#### Girone A
- Massimo Firpo - Emanuele Cattani 7-0
- Pasquale Citrigno - Brian Benvenuto 1-4
- Massimo Firpo - Pasquale Citrigno 9-1
- Emanuele Cattani - Brian Benvenuto 0-7
- Massimo Firpo - Brian Benvenuto 2-4
- Emanuele Cattani - Pasquale Citrigno 1-1

#### Girone B
- Gianluca Sbaraglia - Andrea Catalani 2-2
- Simone Motola - Cesare Santanicchia 1-0
- Gianluca Sbaraglia - Simone Motola 1-2
- Gianluca Sbaraglia - Cesare Santanicchia 3-1
- Andrea Catalani - Cesare Santanicchia 1-0
- Andrea Catalani - Simone Motola 2-2

#### Girone C
- Giuseppe Di Censi - A. Bora	6-0
- Antonello Damarco - Mauro Corradini 5-1
- Giuseppe Di Censi - Antonello Damarco 3-1
- Giuseppe Di Censi - Mauro Corradini 3-3
- A. Bora - Mauro Corradini 0-6
- A. Bora - Antonello Damarco 0-5

#### Girone D
- ANTONELLO Piras - Andrea Sanavio 2-1
- Mario Baglietto - Giovanni Lazzara 3-2
- ANTONELLO Piras - Mario Baglietto 6-2
- ANTONELLO Piras - Giovanni Lazzara 2-4
- Andrea Sanavio - Giovanni Lazzara 0-3
- Andrea Sanavio - Mario Baglietto 1-3

#### Quarti di finale
- Brian Benvenuto - Andrea Catalani 2-1
- Giuseppe Di Censi - Giovanni Lazzara 0-2
- Massimo Firpo - Simone Motola 2-0
- Antonello Damarco - Mario Baglietto 0-1

#### Semifinali
- Brian Benvenuto - Giovanni Lazzara 0-2
- Massimo Firpo - Mario Baglietto 2-3

#### Finali
Finale 7º/8º posto
Giuseppe Di Censi - Simone Motola 2-0ff
Finale 5º/6º posto
Antonello Damarco - Andrea Catalani 3-5 d.c.p.
Finale 3º/4º posto
Massimo Firpo - Brian Benvenuto 2-1
Finale 1º/2º posto
Giovanni Lazzara - Mario Baglietto 2-1